# Amadeus I. (Spanien)

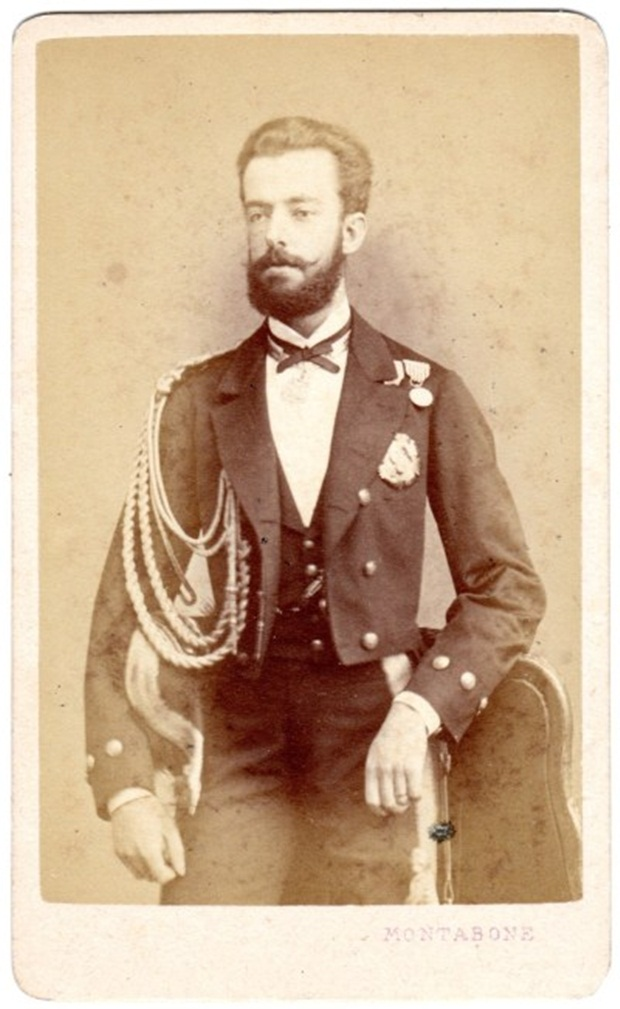
Amadeus als italienischer Marineoffizier

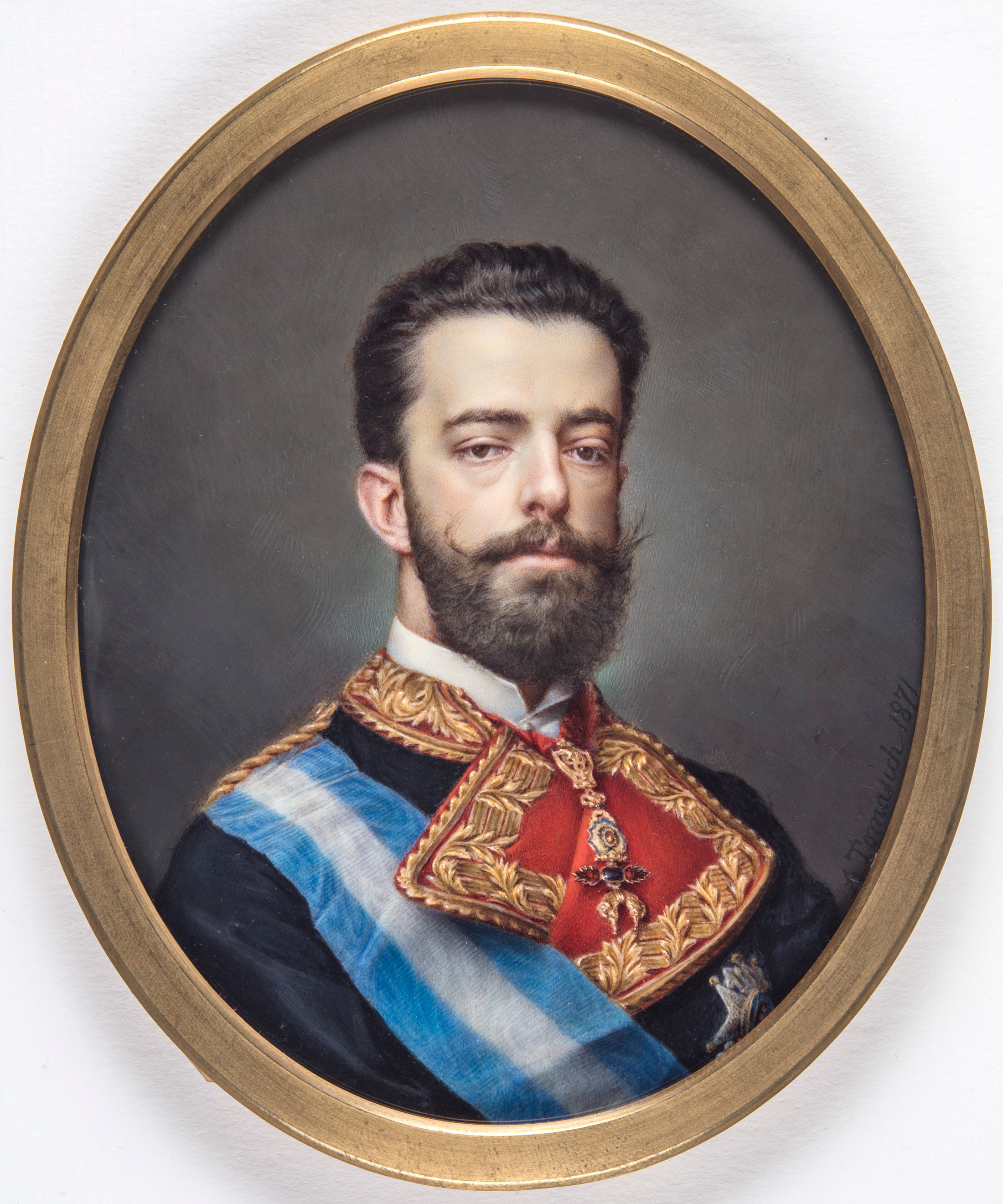
Amadeus, König von Spanien

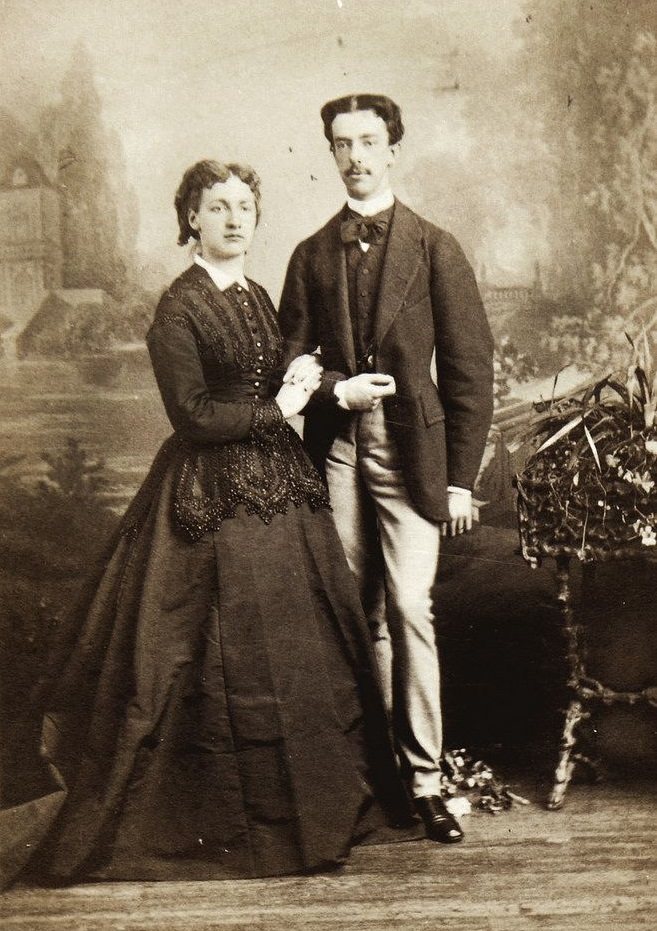
Amadeus mit seiner ersten Ehefrau Maria del Pozzo della Cisterna

Amadeus Ferdinand Maria von Savoyen (spanisch Amadeo Fernando María; italienisch Amedeo Ferdinando Maria) (* 30. Mai 1845 in Turin; † 18. Januar 1890 ebenda) war König von Spanien, Herzog von Aosta und italienischer General. 

## Leben
Er war der zweite Sohn des späteren italienischen Königs Viktor Emanuel II. Nach militärischer Erziehung durch Agostino Ricci bekleidete Amadeus den Dienstgrad eines Generalleutnants im italienischen Heer sowie den Dienstgrad eines Konteradmirals in der Marine. Im dritten italienischen Unabhängigkeitskrieg kämpfte er 1866 in der Schlacht bei Custozza, in der er schwer verwundet wurde.

### König von Spanien
Amadeus war einer der Kandidaten der Spanischen Thronfolge 1868–1870. Königin Isabella II. hatte durch einen Putsch im September 1868 den Thron verloren. Die Anführer der September-Revolution, die Generäle Juan Prim und Francisco Serrano Domínguez, suchten in ganz Europa nach einem geeigneten neuen König. Diese Suche wurde zum Anlass für den Deutsch-Französischen Krieg von 1870/1871. Schließlich wurde Amadeus im November 1870 von der Cortes (Ständeversammlung) zum König gewählt. Er nahm als Amadeo I. die Krone an und leistete am 2. Januar 1871 seinen Eid auf die spanische Verfassung.
Als Amadeus im Januar in Spanien ankam, erfuhr er sogleich, dass Juan Prim, der inzwischen spanischer Ministerpräsident war, am 27. Dezember 1870 Opfer eines Attentats geworden war. Damit fehlte Amadeus’ Herrschaft von Anfang an der wichtigste Unterstützer. Die Aristokratie war Amadeus gegenüber kühl, in den Madrider Theatern verspottete man ihn. Amadeus I. versuchte vergeblich, die chaotischen Zustände im von den Karlistenkriegen zerrissenen Land zu verbessern. Unter seiner Herrschaft kam es zu sechs Regierungen und drei Parlamentswahlen. Nach einem Skandal über den Umgang mit einem Offizier, dem seine Untergebenen die Gefolgschaft verweigert hatten, dankte König Amadeus im Februar 1873 ab.

#### Thronverzicht
Nachdem das Königspaar in der Nacht des 18. Juli 1872 nur knapp einem Mordanschlag entkommen war, beschloss er unter massivem Drängen seiner Frau und wegen der ständigen Geldnot, der Krone zu entsagen. Am 10. Februar 1873 dankte Amadeus ab und verließ mit seiner Frau das Land. Am 11. Februar 1873 wurde die Republik Spanien (Republik) ausgerufen und Estanislao Figueras zum Präsidenten gewählt. Nach einem Staatsstreich des Generals Arsenio Martínez-Campos am 29. Dezember 1874 in Sagunt wurde der Sohn Isabellas II., Alfons XII., zum König gekrönt.

### Rückkehr nach Italien
Im März erreichte das Paar Genua. Amadeus legte den Königstitel ab und nahm den Titel Herzog von Aosta an. Er diente erneut in der italienischen Armee und bekleidete den Posten des Generalinspekteur der Kavallerie. Der preußische König Wilhelm I., der ihn bereits am 20. März 1867 zum Ritter des Schwarzen Adlerordens geschlagen hatte, ernannte ihn am 11. Juni 1882 zum Chef des Husaren-Regiments „Landgraf Friedrich II. von Hessen-Homburg“ (2. Kurhessisches) Nr. 14.

### Familie
Amadeus heiratete am 30. Mai 1867 die italienische Fürstin Maria del Pozzo della Cisterna (1846–1876). Aus der Ehe gingen drei Söhne hervor:
- Emanuele Filiberto (1869–1931), Herzog von Aosta
- Vittorio Emanuele (1870–1946), Graf von Turin
- Luigi Amadeo (1873–1933), Herzog der Abruzzen

Am 11. September 1888 heiratete er Maria Letizia Bonaparte (1866–1926). Sie war die Tochter von Napoléon Joseph Charles Paul Bonaparte. Aus der Ehe ging ein Sohn hervor:
- Humbert (1889–1918), Graf von Salemi. Er starb an der Spanischen Grippe.

## Ehrungen
Auf Veranlassung von Ferdinand von Mueller wurde der 1872 von Ernest Giles in Nordaustralien entdeckte Salzsee nach dem spanischen König Lake Amadeus genannt.